# 今治藩
今治藩（日语：／ Imabari han */?）為日本古代伊予國（現愛媛縣）的藩 。藩廳為今治城（今今治市）

## 歷史
1600年豐臣時代擁有伊予國板島（現宇和島市）7万石領地的藤堂高虎，因關原之戰的戰功加增至20万石，同時移往今治市内的國分山城建立今治藩。
但因為國分山城是山城，不適合建造城下町。1602年開始在今張浦建造新城，隔年開始建設新的城下町，即後來今治市的前身。
1608年藤堂高虎轉封至伊勢國津藩22萬石的領地，不過越智郡的2萬石領地還是由其擔任今治城主的養子藤堂高吉繼續管理。直到1635年換封至伊勢國名張的領地，藤堂家對此地的統治才結束。
1635年松平定行自伊勢國桑名藩轉封至伊予松山藩的15萬石領地，其弟松平定房也從伊勢長島城的七千石領地轉封至三萬石的今治。
1665年松平定房擔任江戶城大御留守居役，作為薪資而加封武藏國、下總國、常陸國的一萬石。根據第二代松平定時死前對嫡長子松平定陳的遺言，將關東五千石的領地分給定陳之弟松平定直。從此本藩石高成為3萬5千石。1698年關東領地5千石收公，改以伊予國宇摩郡的5千石領地代替。
本藩的財政建立在鹽、棉花、番薯等作物上。開發鹽田之故鹽成為特產，並且獎勵種植棉花。1805年第7代松平定剛建設了藩校前身的講書場，1807年擴充為藩校克明館。
1863年第10代藩主松平定法改革軍隊為洋式，並在沿岸建造砲台。之後積極的參與時政，長期派兵駐紮於京都，盡可能的周旋於幕府與勤王派間。1865年的第二次長州征伐時，本藩決定加入朝廷側，並在1868年鳥羽伏見之戰最早派兵進京保護京都御所。戊辰戰爭時藩兵的一部分成為官軍，轉戰奧州戰場。
今治藩的宗家為鄰藩的伊予松山藩，兩者皆為將軍家的親戚，在鳥羽伏見之戰前的立場倒是沒什麼差別。
1868年松平家根據太政官布告，回復久松之姓。本藩於1871年廢藩置縣後成為今治縣，經由松山縣、石鐵縣後編入愛媛縣。
1884年久松氏以子爵之位名列華族。

## 歷代藩主

### 藤堂家
外樣大名　20万石　（1600年～1608年）
1. 藤堂高虎〔從四位下、和泉守・左近衛權少將〕

### 松平（久松）家
親藩大名、御家門　3万石→4万石→3万5千石　（1635年～1871年）
1. 松平定房〔從四位下、美作守・侍從〕3万石→加増至4万石
2. 松平定時〔從五位下、美作守〕
3. 松平定陳〔從五位下、駿河守〕分支而成為3万5千石
4. 松平定基〔從五位下、采女正〕
5. 松平定郷〔從五位下、筑後守〕
6. 松平定休〔從五位下、内膳正〕
7. 松平定剛〔從五位下、壹岐守〕
8. 松平定芝〔從五位下、采女正〕
9. 松平勝道〔從五位下、駿河守〕起初名為定保
10. 松平定法〔從五位下、壹岐守〕

## 外部連結
- 江嶋家文書（页面存档备份，存于）